# Bernardo Alfonsel
Alfonsel  López est un nom espagnol. Le premier nom de famille, en général paternel, est Alfonsel ; le second, en général maternel, souvent omis, est López.
Bernardo Alfonsel López, né le 24 février 1954 à Getafe, est un coureur cycliste espagnol. Professionnel de 1977 à 1987, il a notamment remporté une étape du Tour d'Espagne.

## Palmarès

### Palmarès amateur
- 1975
  -  Champion d'Espagne sur route amateurs
  - 6e étape du GP Tell
- 1976
  - 2e et 9e étapes du Tour du Chili
  - 10e de la course en ligne des Jeux olympiques

### Palmarès professionnel
- 1977
  - GP Llodio
- 1978
  - 2ea étape du Tour de Cantabrie (contre-la-montre par équipes)
  - 2e du Tour des Asturies
- 1979
  - 14e étape du Tour d'Espagne
  - GP Cuprosan
  - 2e du Tour de la région de Valence
- 1980
  - Prologue du Tour d'Aragon (contre-la-montre par équipes)
  - 2e étape du Grand Prix du Midi libre
  - Prologue du Tour de Castille
- 1981
  - Prologue du Tour d'Andalousie (contre-la-montre par équipes)
  - Prologue du Tour des Trois Provinces (contre-la-montre par équipes)
  - 3e étape du Tour de Castille (contre-la-montre par équipes)
  - 3e de la Prueba Villafranca de Ordizia
  - 3e du Tour de Castille
  - 7e de Paris-Nice
- 1982
  - 3e du Tour des Trois Provinces
- 1983
  - 3e du Tour de Cantabrie

## Résultats sur les grands tours

### Tour de France
7 participations
- 1977 : hors délais (17e étape)
- 1978 : 46e
- 1979 : 79e
- 1980 : 57e
- 1981 : 69e
- 1982 : 67e
- 1984 : 98e

### Tour d'Espagne
9 participations
- 1977 : 39e
- 1978 : 13e
- 1979 : 23e, vainqueur de la 14e étape
- 1980 : 35e
- 1981 : non-partant tout comme l’ensemble de l'équipe Teka
- 1982 : 17e
- 1983 : abandon (14e étape)
- 1985 : 40e
- 1986 : 81e